# キャデラック・ブロアム
ブロアム （BROUGHAM）は、GMが製造、キャデラックブランドで販売していた自動車である。

## 概要
1985年、フルサイズセダンであるドゥビルがダウンサイズされFFフルサイズ化し、その上級モデルのフリートウッドが登場。
1986年のFRフルサイズの「フリートウッド・ブロアム」の販売が終了したが、FRフルサイズの小穴埋め、ライバルであったタウンカーへの対抗としてそれまでのフリートウッド・ブロアムをブロアムの名に改名し登場した。
1990年型マイナーチェンジ。外装のヘッドライトが角目4連から2連に変更され、ボディーのモールディングも大幅に変更された。日本に正規輸入されたブロアムは角目4連のヘッドライトのままであった。
1992年生産終了。1993年から、FFフルサイズであったフリートウッドが、サイズアップでFRフルサイズにフルモデルチェンジするため、ブロアムの役目はなくなってしまい1992年を最後に生産を終了した。なお、FFフルサイズはデビルのみの生産となった。
（ブロアム生産台数）
- 1987年 65,504台
- 1988年 53,130台
- 1989年 40,264台
- 1990年 33,741台
- 1991年 27,231台
- 1992年 13,761台
- 総数 233,631台

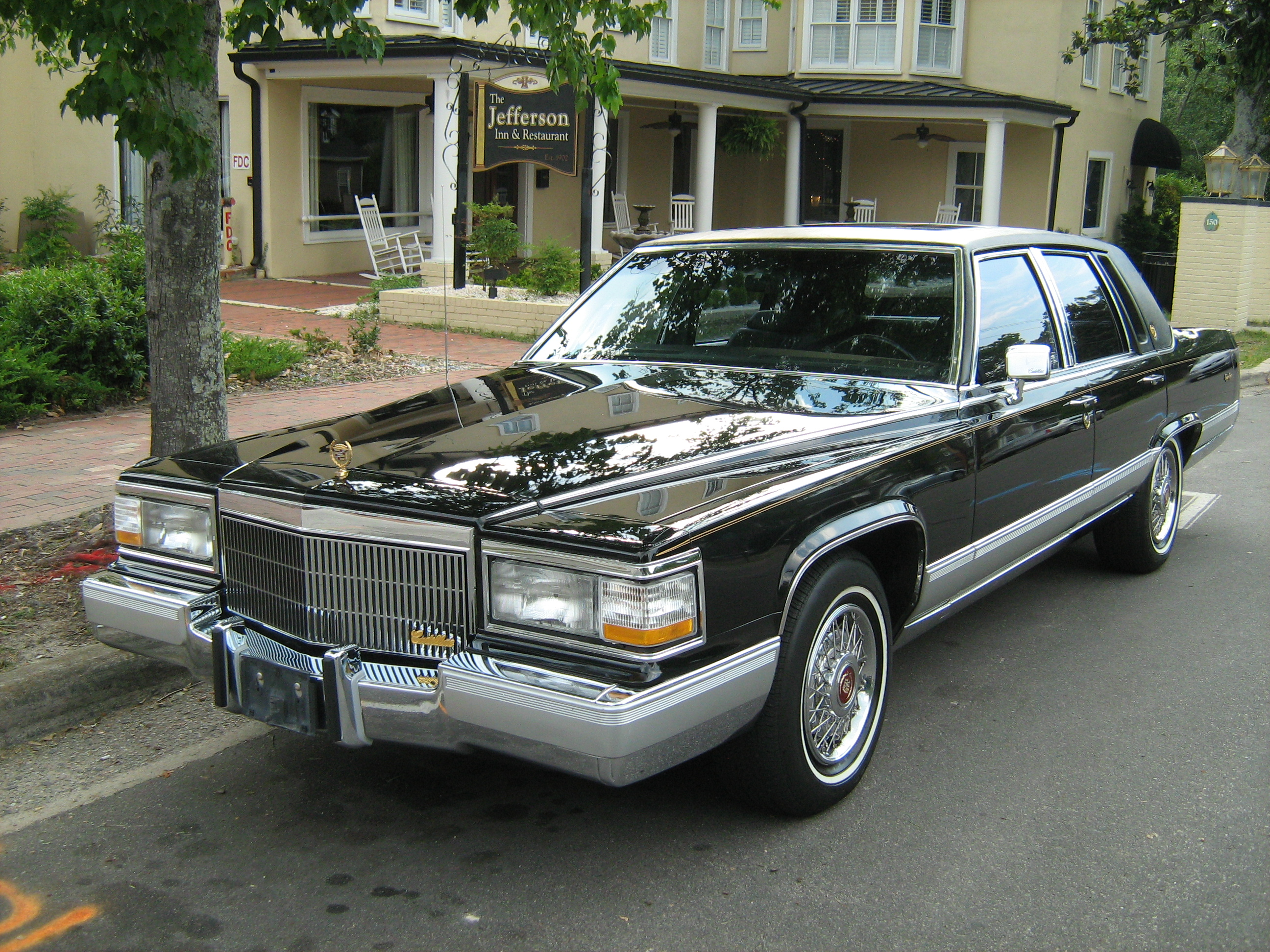
1991年型 ブロアム・エレガンス(ゴールド・エディション)
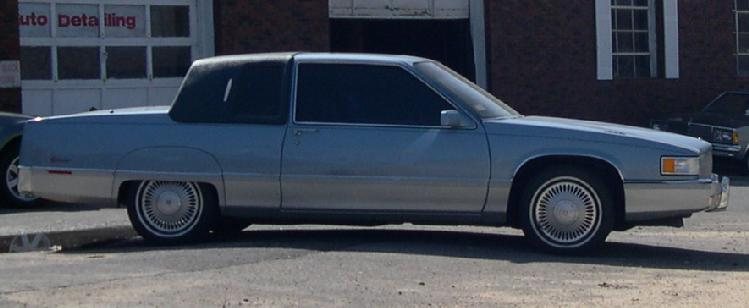
ダウンサイズされたFFフルサイズのフリートウッド(1990年型)